# Mkhare
Um mkhare (em georgiano:  მხარე, mxare) é um termo relativo à divisão administrativa empregado na Geórgia. Geralmente é traduzido como "região".
De acordo com decretos presidenciais em 1994 e 1996, a divisão da Geórgia em regiões é provisória, até que os separatistas envolvidos nos conflitos da Abcázia e Ossétia do Sul sejam resolvidos. A administração regional é dirigida por um  Comissário do Estado (სახელმწიფო რწმუნებული, Saxelmćipo Rćmunebuli, geralmente traduzido como "Governador"), ou seja, um funcionário nomeado pelo Presidente.
As regiões são ainda subdivididas em raionis (distritos).
Há 9 regiões na Geórgia:
| Região                          | Capital    |
| ------------------------------- | ---------- |
| Caquécia                        | Telavi     |
| Gúria                           | Ozurgeti   |
| Baixa Ibéria                    | Rustavi    |
| Ibéria Interior                 | Gori       |
| Imerícia                        | Cutáissi   |
| Mesquécia-Javaquécia            | Acalcique  |
| Mingrélia-Alta Suanécia         | Zugdidi    |
| Misqueta-Montanhas              | Misqueta   |
| Racha-Lechúmia e Baixa Suanécia | Ambrolauri |

1. ↑  Mikaberidze, Alexander (6 de fevereiro de 2015). Historical Dictionary of Georgia (em inglês). [S.l.]: Rowman & Littlefield. ISBN 9781442241466, pag. 551
2. ↑  Nodia, Gia; Scholtbach, Álvaro Pinto (2006). The Political Landscape of Georgia: Political Parties: Achievements, Challenges and Prospects (em inglês). [S.l.]: Eburon Uitgeverij B.V. ISBN 9789059721135, pag. 135.